# Conseil de défense écologique
Le conseil de défense écologique est un Conseil des ministres restreint français réunissant les principaux ministres chargés de la transition écologique, présidé par le président de la République et ayant pour but de fixer des priorités en matière de transition écologique, de les inclure dans l'action des ministères concernés et de vérifier leur mise en œuvre. Sa première réunion a eu lieu le 23 mai 2019 et il ne s'est pas réuni depuis le 8 décembre 2020.

## Origine et fonctionnement
Annoncé par le président de la République française, Emmanuel Macron, lors de sa conférence de presse du 25 avril 2019 faisant suite au grand débat national, le conseil est créé par décret le mois suivant à la suite du Conseil des ministres du 15 mai 2019. Cette création répond aux critiques émises par Nicolas Hulot lors de sa démission en tant que ministre de la transition écologique, le 28 août 2018, qui se trouvait opposé à ses collègues et aux lobbys.  À l'image du Conseil de Défense et de Sécurité nationale, il doit ainsi permettre au président de la République de réunir autour de lui un conseil des ministres restreint, composé du Premier ministre, des principaux ministres chargés de la transition écologique (environnement, économie, budget, affaires étrangères, agriculture, collectivités territoriales, santé, logement et outre-mer) et des opérateurs de l'État mobilisés sur ce sujet. Le sujet est en effet « devenu sensible ». 
La première réunion du conseil a lieu le 23 mai 2019, à trois jours des élections européennes, et les suivantes doivent avoir lieu « de manière régulière ».
Le secrétariat du conseil de défense écologique est assuré par le secrétaire général du Gouvernement, en collaboration avec le Commissariat général au développement durable.

## Compétences
Le conseil de défense écologique a pour mission de « définir les orientations en matière de transition écologique, et notamment de lutte contre le changement climatique, de préservation de la biodiversité et de protection des milieux et ressources naturels ». Il doit fixer des priorités, les inclure dans l'action des ministères concernés et vérifier leur mise en œuvre.
Il auditionne annuellement le Haut conseil pour le Climat sur son rapport annuel concernant le respect des objectifs gouvernementaux de baisse des émissions de gaz à effet de serre et ses recommandations.

## Activités
La première réunion du conseil, tenue le 23 mai 2019, ne débouche sur aucune décision, mais sur des orientations. Le projet minier de la Montagne d'or, en Guyane, est jugé en « incompatibilité (...) avec les exigences environnementales » par le ministre de l'Écologie François de Rugy à l'issue de la réunion ; la réforme du droit minier, attendue depuis 2009, « pourrait être présentée en Conseil des ministres en décembre », annonce-t-il également, réforme qui doit « intégrer les exigences environnementales à tous les processus miniers » et à laquelle devrait se plier le porteur du projet Montagne d'or, le cas échéant ; la création de l'Observatoire national de l'artificialisation des sols en vue d'un objectif « zéro artificialisation » est annoncée ; des travaux sont également annoncés en vue de la mise en place de la consigne des emballages en plastique ou aluminium ; enfin, des prêts de la Banque des territoires seront alloués aux collectivités locales, à hauteur de trois milliards d'euros, pour financer l'isolation thermique des bâtiments ainsi que des « projets de mobilité du quotidien », et d'un milliard d'euros pour la rénovation énergétique des logements sociaux, qui doit permettre de lever dix milliards supplémentaires issus du privé, par le truchement de France Transition écologique, nouvel organisme créé à cette occasion.
La deuxième réunion du conseil, le 9 juillet 2019, revient sur une écocontribution sur les vols au départ de la France à partir de 2020, qui sera inscrite dans la loi d'orientation sur les mobilités (LOM) et dont les revenus estimés à 180 M€ seront affectés au financement d'infrastructures de transport, notamment ferroviaires. De plus, les remboursements bénéficiant au transport routier seront réduits, pour un total annuel de 140 M€ au profit de l'agence de financement des infrastructures de transport de France.
La troisième réunion se tient le jeudi 7 novembre 2019. Y est annoncé l'abandon d'EuropaCity. Néanmoins, Emmanuel Macron demande ensuite à l'urbaniste Francis Rol-Tanguy de « réfléchir à un projet alternatif plus vaste que le triangle de Gonesse ». Le secrétaire général d’Europe Écologie Les Verts, David Cormand, ainsi que l’eurodéputé Raphaël Glucksmann demandent alors la protection des terres agricoles et non un projet alternatif. Les autres annonces sont la réhabilitation des friches par des projets visant à contrer l'artificialisation des sols, le développement des aires protégées pour atteindre 30 % du territoire (contre 23,9 % au moment de l'annonce) et des mesures pour la préservation des forêts. 
Le 12 février 2020, à l'issue de la quatrième session, Élisabeth Borne annonce des mesures de protection face aux inondations, en particulier par l'accompagnement de neuf sites dans la réduction de leur exposition au risque d’inondation, une modification des règles de construction pour limiter l'érosion du littoral et éviter le recul du trait de côte, ainsi que 20 mesures concrètes pour rendre les services publics plus écoresponsables, comme favoriser le covoiturage et réduire la facture énergétique et les émissions de gaz à effet de serre de 39 cités administratives.
Lors de la cinquième session, le 27 juillet 2020, Barbara Pompili annonce les premières mesures issues de la Convention citoyenne pour le climat. La performance énergétique entrera parmi les critères de la « décence » d'un logement dès le 1er janvier 2023, ce qui permettra un recours des locataires de « passoires thermiques ». Il sera interdit d'installer des chaudières au fuel et au charbon dans des logements neufs et en cas de renouvellement d'équipement. Le chauffage extérieur des terrasses sera interdit. Pour lutter contre l'artificialisation des sols, un outil de cartographie des friches est mis en place ainsi qu'un fonds de plusieurs centaines de millions d'euros pour réhabiliter des friches « en terrains clé en main ». Les préfets devront veiller à ce que de nouvelles zones commerciales ne détruisent pas de terres agricoles ou d'espaces naturels. Afin d'arriver à 30 % de surface terrestre protégée, deux parcs naturels régionaux seront crées, au mont Ventoux et dans la baie de Somme-Picardie maritime, ainsi qu'une réserve naturelle nationale, la forêt de la Robertsau, en Alsace.
La sixième réunion se tient le 27 novembre 2020. Le Conseil de défense écologique auditionne les membres du Haut Conseil pour le climat à propos de ses derniers rapports. Le Haut conseil demande une gestion transversale des politiques de lutte contre le réchauffement climatique. En ce sens, quatre premières lettres de mission « climat » ministérielles sont présentées lors de ce Conseil de défense écologique. Il est également décidé qu’un bilan chiffré de la mise en œuvre des budgets carbone sera examiné par le Conseil chaque année, aux mois de septembre.
La septième réunion se tient le 8 décembre 2020. Des mesures pour le développement « harmonieux » de l’éolien terrestre sont actées.
Depuis le 8 décembre 2020, le Conseil de défense écologique ne s’est plus réuni.

### Entités connexes
- Comité interministériel pour le développement durable
- Haut conseil pour le Climat
- Conseil national de la transition écologique
- Conseil national de développement durable
- Conseil national de la protection de la nature
- Comité national de la biodiversité
- Secrétariat général à la Planification écologique

## Critiques
D'après Jean-David Abel, vice-président de l’association France Nature Environnement, ne ressortent de ce conseil « que des mesures déjà existantes ou sans ambition, car elles ne sont accompagnées d’aucun moyen de les mettre en œuvre » (en novembre 2019). Elles feraient, de plus, l'objet de doubles discours ; ainsi, l'abandon du projet Montagne d'or n'a pas empêché Bercy d'accorder l'été suivant un permis de recherche d’or et autres minéraux sur 5 000 hectares.
Pour Les Amis de la Terre, le projet de décret concernant la performance énergétique des bâtiments ayant un seuil de 500 kWh/m2 .an ne  concernerait dans le parc privé que 145 000 à 232 000 logements sur les 3,1 millions de « passoires énergétiques » actuellement en location. Avec un taux de rotation des locataires d’environ 25 % dans le parc locatif privé, cela signifie que 36 000 à 58 000 logements seulement seraient concernés en 2023 et 2024.